# PAE PASZ Lamía 1964
A PAE PASZ Lamía 1964 (görög betűkkel: Π.Α.Ε. Π.Α.Σ. Λαμία 1964) egy 1964-ben alapított görög labdarúgócsapat, melyet Lamíában hoztak létre.

## Sikerlista
- 2-szeres görög harmadosztály bajnoka: 1972–73, 2013–14
- 4-szeres görög negyedosztály bajnoka: 1989–90, 1993–94, 1999–00, 2003–04

## Játékoskeret

### Jelenlegi keret
2018. szeptember 5-i állapot szerint.
| #  |     | Poszt | Név                                                  |
| -- | --- | ----- | ---------------------------------------------------- |
| 1  | SRB | K     | Bojan Šaranov                                        |
| 2  | GRE | V     | Sztávrosz Vaszilandonópulosz (kölcsönben az AÉK-tól) |
| 3  | GRE | V     | Jordánisz Papargiríu                                 |
| 4  | NGR | V     | Daniel Adejo                                         |
| 5  | GRE | V     | Hrísztosz Karipídisz                                 |
| 6  | GHA | KP    | Abdul Osman                                          |
| 7  | GRE | KP    | Thanászisz Karangúnisz                               |
| 8  | GRE | V     | Vaszíliosz Pliácikasz                                |
| 9  | ARG | CS    | Jerónimo Barrales                                    |
| 10 | ARG | KP    | Facundo Bertoglio                                    |
| 11 | GRE | CS    | Tászosz Karamánosz                                   |
| 14 | GRE | V     | Anésztisz Anasztasziádisz ()                         |
| 16 | MDA | KP    | David Andronic                                       |
| 17 | MAR | KP    | Hachim Mastour                                       |
| 18 | SRB | CS    | Lazar Romanić                                        |

| #  |     | Poszt | Név                                      |
| -- | --- | ----- | ---------------------------------------- |
| 20 | GRE | CS    | Lambrópulosz Jeórjiosz                   |
| 21 | GRE | KP    | Elíni Dimúcosz                           |
| 22 | GRE | K     | Níkosz Melíszasz (kölcsönben a PAÓK-tól) |
| 23 | GRE | V     | Jánisz Szkóndrasz                        |
| 24 | UKR | CS    | Jevhen Budnyik                           |
| 25 | GRE | KP    | Ángelosz Piniótisz                       |
| 26 | GER | KP    | Denis Epstein                            |
| 27 | BRA | V     | Vanderson                                |
| 32 | SER | KP    | Marko Blažić                             |
| 45 | GRE | CS    | Nikólaosz Cúkalosz                       |
| 50 | GHA | V     | Mark Asigba                              |
| 61 | GRE | KP    | Konsztandínosz Bulúlisz                  |
| 73 | GRE | K     | Jórgosz Bandísz                          |
| 77 | GRE | KP    | Vaszíliosz Kosztíka                      |
| 99 | GRE | K     | Panajótisz Kacíkasz                      |